# Констант Ванден Сток (стадион)
«Констант Ванден Сток» (нидерл. Constant Vanden Stockstadion, фр. Stade Constant Vanden Stock) — футбольный стадион в городе Брюссель, Бельгия. Домашняя арена футбольного клуба «Андерлехт».

## Общие данные
Стадион был построен на границе «Парка дю Меир» (сейчас «Парк Астрид»), первоначально состоял из одной деревянной трибуны. Первоначально стадион назывался «Стадион Емиля Версе», по имени патрона клуба. Позже были достроены остальные трибуны вокруг поля. В 1983 стадион был полностью реконструирован и получил название в честь президента клуба «Андерлехт» Константа Ванден Стока. Его вместимость была уменьшена до 28 063 (1 583 из которых в бизнес-ложах и 406 в V.I.P.-ложах). За воротами имеются ещё стоячие места, но во время европейских соревнований на стадионе только сидячие места (что уменьшает вместимость до 26 361 зрителей).
Имеются конкретные планы по увеличению вместимости до 30 000 мест. Работы должны начаться в 2011 году и закончиться в 2013 году. Стадион будет переименован в Фортис-стадион (Банк «Фортис», входящий в группу «БНП Париба» — главный спонсор клуба).
Адрес стадиона: Авеню «Тео Вербееклаан» 2, B-1070 Андерлехт, он расположен около станции метро «Сен-Гуидо». Фанатам гостевого клуба рекомендуется использовать станцию метро «Veeweyde».
На стадионе есть ресторан («Святой Guidon Le») и кафетерий, а также официальный фаншоп клуба «Андерлехт».

## Основные характеристики стадиона
Год постройки: 1917 

Год реконструкции: 1983 

Вместительность: 26,361 место

Размер игрового поля: 105 м х 68 м 

Газон: естественный, травяной, с системой подогрева

Количество трибун: 4